# Maria Laach am Jauerling
Maria Laach am Jauerling is een gemeente in de Oostenrijkse deelstaat Neder-Oostenrijk, gelegen in het district Krems-Land (KR). De gemeente heeft ongeveer 1000 inwoners.

## Geografie
Maria Laach am Jauerling heeft een oppervlakte van 36,44 km². Het omvat de kadastrale gemeentes Benking, Felbring, Friedersdorf, Gießhübl, Haslarn, Hinterkogel, Hof, Kuffarn, Litzendorf, Loitzendorf, Maria Laach am Jauerling, Mitterndorf, Nonnersdorf, Oberndorf, Schlaubing, Thalham, Weinberg, Wiesmannsreith, Zeißing en Zintring. Het ligt in het noordoosten van Oostenrijk, ten noordwesten van de hoofdstad Wenen en ten zuiden van de grens met Tsjechië.
Aggsbach · Albrechtsberg an der Großen Krems · Bergern im Dunkelsteinerwald · Droß · Dürnstein · Furth bei Göttweig · Gedersdorf · Gföhl · Grafenegg · Hadersdorf-Kammern · Jaidhof · Krumau am Kamp · Langenlois · Lengenfeld · Lichtenau im Waldviertel · Maria Laach am Jauerling · Mautern an der Donau · Mühldorf · Paudorf · Rastenfeld · Rohrendorf bei Krems · Rossatz-Arnsdorf · Schönberg am Kamp · Senftenberg · Spitz · St. Leonhard am Hornerwald · Straß im Straßertale · Stratzing · Weinzierl am Walde · Weißenkirchen in der Wachau
- Gemeinsame Normdatei: 4037513-4
- Virtual International Authority File: 235020346